# Thanasis Antetokounmpo
Athanasios «Thanasis» Antetokounmpo (en griego: Αθανάσιος "Θανάσης" Αντετοκούνμπο; Atenas, 18 de julio de 1992) es un baloncestista griego, de ascendencia nigeriana, que actualmente se encuentra sin equipo. Con 2,01 metros de estatura juega en las posiciones de escolta y alero.
Sus hermanos menores, Giannis (n. 1994), Kostas (n.1997) y Alex (n. 2001) también son jugadores de baloncesto.

## Trayectoria deportiva

### Profesional
Grecia
Antetokounmpo comenzó su carrera profesional en el Filathlitikos B.C. de la segunda división griega en 2012. Durante la temporada 2012-13 con Filathlitikos, promedió 12,2 puntos, 4,9 rebotes, 1,0 asistencias, 1,1 robos y 1,0 tapones por partido. Fue seleccionado por los entrenadores para jugar el All-Star Game de Grecia 2013 como participante especial, después de competir en el concurso de mates, los jugadores de la segunda división son elegibles para competir en la competición de mates.
Después de originalmente declarar su elegibilidad para el Draft de la NBA de 2013, se retiró del draft el 17 de junio de 2013, junto con otros 17 jugadores, el día de la fecha límite de retirada. Thanasis había entrado originalmente al draft con su hermano menor Giannis.
Delaware 87ers
El 1 de noviembre de 2013, fue seleccionado en la novena posición por los Delaware 87ers de la D-League en el Draft de la NBA Development League de 2013. El 23 de noviembre de 2013, en su debut en la NBA D-League, Antetokounmpo registró 14 puntos, 2 rebotes y 2 asistencias, en una derrota por 117-106 de los Canton Charge. También compitió en el Concurso de Mates de la NBA Development League de 2014.
Durante la temporada 2013-14 de la NBA Development League, promedió 12,0 puntos, 4,3 rebotes, 2,1 asistencias, 1,2 robos y 1,3 tapones por partido. El 1 de mayo de 2014, fue seleccionado en el tercer mejor quinteto defensivo de la NBA Development League.
Knicks & Westchester
El 26 de junio de 2014, Antetokounmpo fue seleccionado en la quincuagésima primera posición del Draft de la NBA de 2014 por los New York Knicks.
El 3 de noviembre de 2014, Antetokounmpo fue fichado por los Westchester Knicks de la NBA D-League.
En agosto de 2015, tras disputar la NBA Summer League, firmó con los New York Knicks. Con los Knicks llegó a disputar dos encuentros en la NBA, pero el 8 de febrero de 2016, deciden no contar con él y vuelve a disputar partidos con Westchester.
Andorra
En agosto de 2016 ficha por el MoraBanc Andorra en su regreso a Europa.
Panathinaikos
El 11 de julio de 2017 firmó por dos temporadas con el Panathinaikos B.C. griego.
Bucks
El 7 de julio de 2019, tras finalizar su contrato en Grecia, regresa a Estados Unidos para firmar por dos temporadas con los Milwaukee Bucks de la NBA. Allí coincidiría con su hermano Giannis Antetokounmpo, actual MVP de la temporada anterior.
El 20 de julio de 2021 consiguió, con los Bucks, su primer anillo de campeón tras vencer a los Phoenix Suns en las Finales de la NBA.
El 13 de agosto de 2021 renueva con los Bucks por dos temporadas. Su mejor anotación en la NBA se produjo el 22 de abril de 2022 ante Cleveland Cavaliers con 27 puntos.
El 28 de julio de 2023 renueva por una temporada más con Milwaukee. Esa temporada apenas jugó 34 encuentros, con un total de 32 puntos. El 8 de mayo de 2024 sufre una lesión en el tendón de Aquiles por la que necesitaría pasar por el quirófano y no renueva con los Bucks.

## Selección nacional

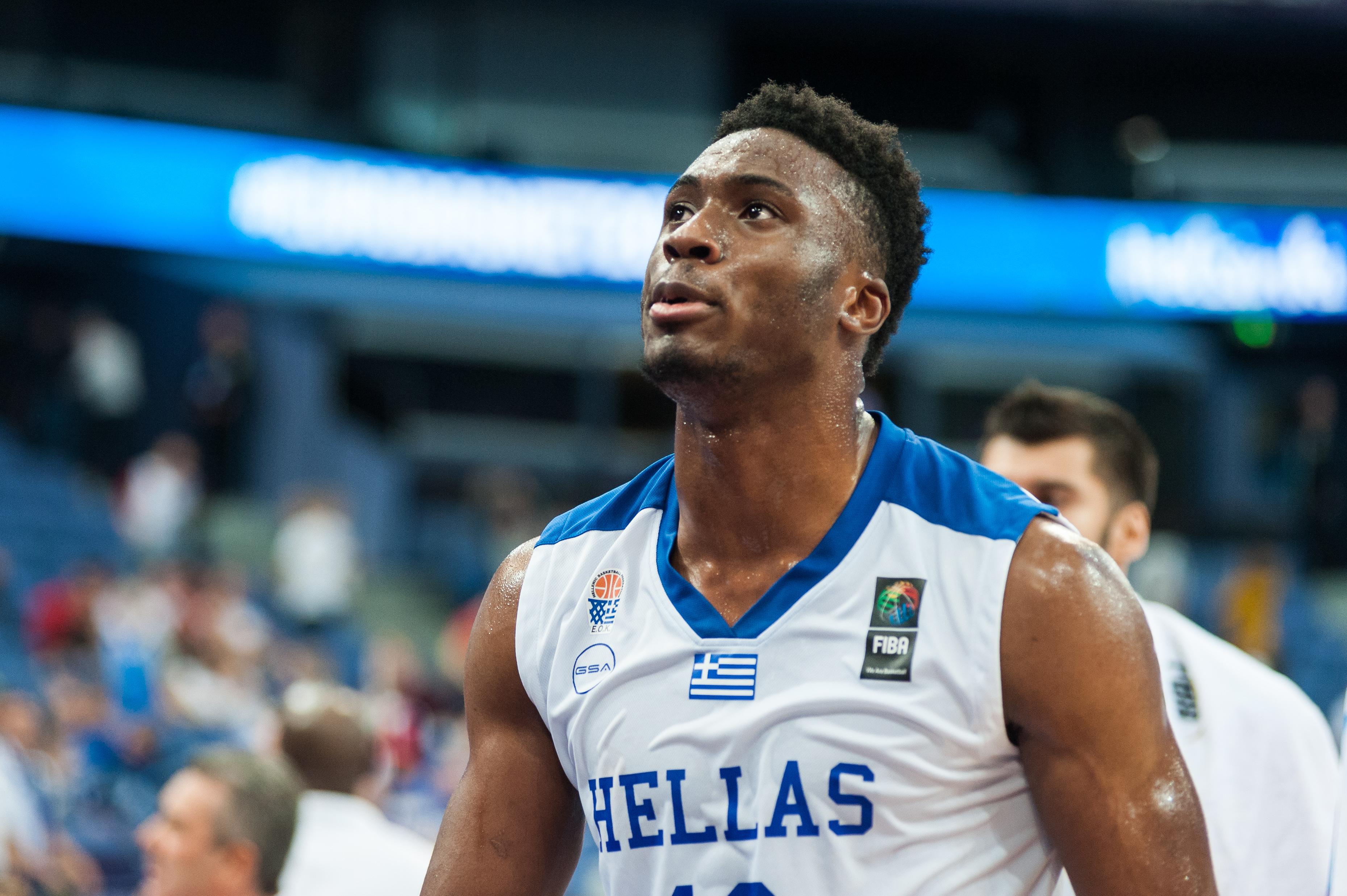
Thanasis Antetokounmpo en el Eurobasket 2017.

Disputó con su país el Eurobasket 2017 y la Copa Mundial de Baloncesto de 2019.
En septiembre de 2022 disputó con el combinado absoluto griego el EuroBasket 2022, finalizando en quinta posición.
Durante agosto y septiembre de 2023 fue integrante de la selección de Grecia que participó en el Mundial de 2023 celebrado en Asia, y que finalizó en decimoquinto lugar.

## Estadísticas de su carrera en la NBA
|  | Denota temporada en la que ganó un Campeonato de la NBA |

### Temporada regular
| Año     | Equipo    | PJ  | PT | MPP | %TC  | %3P  | %TL  | RPP | APP | ROB | TPP | PPP |
| ------- | --------- | --- | -- | --- | ---- | ---- | ---- | --- | --- | --- | --- | --- |
| 2015-16 | New York  | 2   | 0  | 3.0 | .750 | .000 | .000 | .5  | .0  | .0  | .0  | 3.0 |
| 2019-20 | Milwaukee | 20  | 2  | 6.5 | .500 | .000 | .412 | 1.2 | .8  | .4  | .1  | 2.8 |
| 2020-21 | Milwaukee | 57  | 3  | 9.7 | .489 | .241 | .510 | 2.2 | .8  | .4  | .2  | 2.9 |
| 2021-22 | Milwaukee | 48  | 6  | 9.9 | .547 | .143 | .630 | 2.1 | .5  | .3  | .3  | 3.6 |
| 2022-23 | Milwaukee | 37  | 0  | 5.6 | .435 | .000 | .500 | 1.2 | .4  | .1  | .1  | 1.4 |
| 2023-24 | Milwaukee | 34  | 0  | 4.6 | .533 | .000 | .000 | .4  | .5  | .2  | .1  | .9  |
| Total   | Total     | 198 | 11 | 7.7 | .509 | .143 | .529 | 1.6 | .6  | .3  | .2  | 2.4 |

### Playoffs
| Año   | Equipo    | PJ | PT | MPP | %TC  | %3P | %TL  | RPP | APP | ROB | TPP | PPP |
| ----- | --------- | -- | -- | --- | ---- | --- | ---- | --- | --- | --- | --- | --- |
| 2021  | Milwaukee | 13 | 0  | 3.4 | .286 | —   | .833 | .8  | .2  | .4  | .2  | .7  |
| 2022  | Milwaukee | 8  | 0  | 2.5 | .667 | —   | .333 | .5  | .1  | .1  | .0  | .6  |
| 2023  | Milwaukee | 2  | 0  | 2.6 | —    | —   | —    | .0  | .0  | .0  | .0  | .0  |
| 2024  | Milwaukee | 2  | 0  | 2.4 | —    | —   | —    | .0  | .0  | .5  | .5  | .0  |
| Total | Total     | 25 | 0  | 3.0 | .400 | —   | .667 | .6  | .2  | .3  | .1  | .6  |

## Vida personal
Antetokounmpo nació en Atenas, Grecia, de padres de ascendencia nigeriana. A pesar de ello, no tiene la ciudadanía nigeriana. Thanasis y su familia ganaron oficialmente la ciudadanía griega completa el 9 de mayo de 2013, con la ortografía legal oficial de su nombre siendo Antetokounmpo.
Su hermano menor, Giannis, también es un jugador profesional de baloncesto que fue seleccionado en la decimoquinta posición del Draft de la NBA de 2013, por los Milwaukee Bucks. Su apodo es "The Greek Freak". Thanasis es conocido por el apodo de "The Greek Freak 2".
Su otro hermano menor, Kostas, también es un jugador profesional de baloncesto y fue elegido en la sexagésima y última posición del Draft de la NBA de 2018 por Philadelphia 76ers, pero esa misma noche fue traspasado a los Dallas Mavericks.
Tiene otros dos hermanos: Francis, que nunca ha jugado al baloncesto, y Alex (n. 2001), que a los 18 años fichó por el UCAM Murcia de la Liga ACB española.